# Ayaş (Adana)

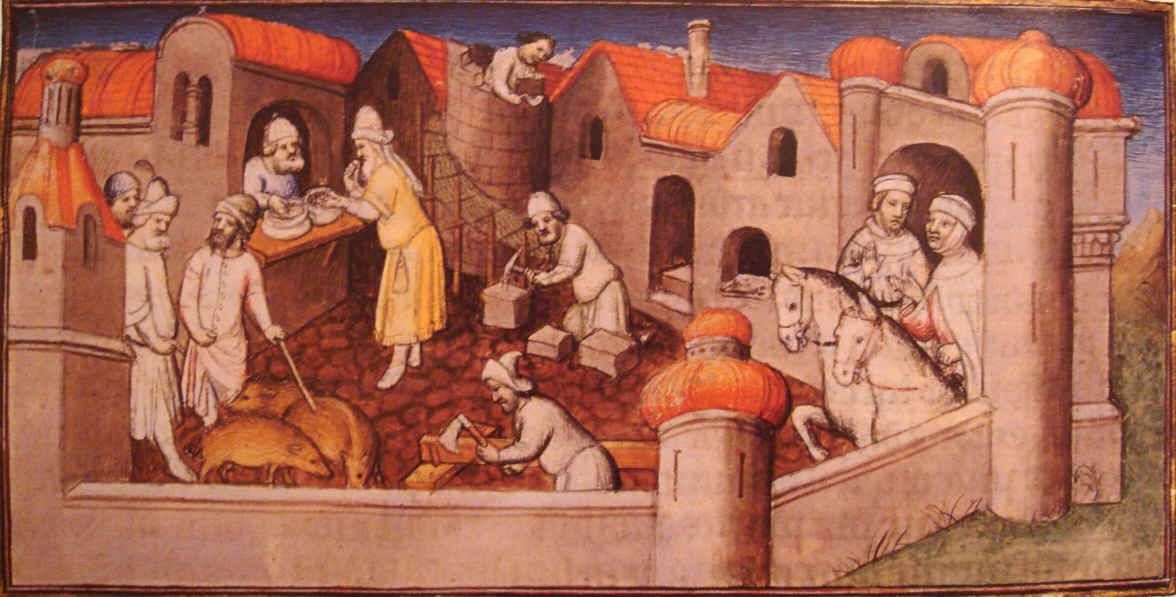
Ayaş toen de stad in 1271 bezocht werd door Marco Polo. Illustratie uit Le Livre des Merveilles

Ayaş (Adana) (Armeens: Այաս), (Aegae Oudgrieks: Αἰγαὶ), (Venetiaans: Aiazzo) is een antieke en middeleeuwse havenstad in het zuiden van het huidige Turkije, gelegen in de Golf van Iskenderun ook wel bekend als Golf van Alexandretta of historisch: De Armeense Golf een gedeelte van de Middellandse Zee in de nabijheid van het huidige Turkse Yumurtalık. Deze plaats moet niet verward worden met het op 220 km ten westen van deze gelegen gelijknamige plaats Ayaş (Mersin) die ligt nabij de ruïnes van de Cilicische en antiek Romeinse stad Elaiussa Sebaste 

## Geschiedenis
De haven heeft een lange geschiedenis, in ieder geval tot 2000 voor Christus. Hettitisch aardewerk uit de 17e eeuw voor Christus is aangetroffen bij een opgraving in een heuvel in de nabije omgeving. De Cilicische stad werd ook in de klassieke oudheid beschreven door de schrijver en geograaf Pausanias. Rond het jaar 70 van onze jaartelling wordt de stad ook genoemd in de Annales van de Romeinse geschiedschrijver Tacitus. In de Geographika van de Griekse wetenschapper Strabo wordt de stad ook genoemd. Tijdens de hoogtijperiode van de Oude Griekse stad werd de eerste-eeuwse Griekse filosoof Apollonius van Tyana er opgeleid.
Tijdens het Romeinse bewind maakte de stad deel uit van de provincie Cilicië. De heiligen Cosmas en Damianus worden in de christelijke hagiografie vermeld als tweelingbroers,waren artsen die hun beroep in Aegeae uitoefenden geen betaling voor hun diensten aanvaardden. Deze beschermheiligen van artsen en apothekers stierven uiteindelijk een marteldood tijdens de christenvervolgingen van Keizer Diocletianus.
In de Middeleeuwen en vooral in de 13e eeuw groeide Aegeae uit tot een belangrijke havenstad van het koninkrijk Cilicisch-Armenië. De Venetianen noemden Aegeae: Aiazzo of  Laiazzo en  werd het plaatselijk bekend als Ayas (Armeens: Այաս).
De door de  val van Akko (het laatste kruisvaardersbolwerk) in 1291 kwam er een einde aan de kruisvaardersstaten in de Levant. Verder deed  het dichtslibben van de haven van Tarsus, haar ligging op de grens van Klein-Azië, de Levant en Mesopotamië haar goed en lag aan de uitvalswegen tussen het westen en het oosten. Haar ligging zijderoute en de specerijenhandel leidden ertoe dat de stad het belangrijkste handelscentrum tussen West en Oost werd. Verder werden er tal van verdragen gesloten waarin de Armeense koningen verschillende handelsprivileges toekenden aan verschillende Maritieme Italiaanse stadstaten.
Tussen 1266 en 1322 veroorzaakten invallen door Mammelukken en Turkmenen in het gebied slechts kleine verstoringen in de handelsactiviteiten. Marco Polo ging hier van boord om in 1271 aan zijn reis naar China te beginnen. Volgens Polo was naar  het als een "stad die goed is voor goede handel", eraan toevoegend dat "alle specerijen,
zijde, goud en wol vanuit het binnenland van Cilicisch-Armenië naar deze stad  vervoerd werden.
De slag bij Laiazzo in 1294, waarbij de marine van de Republiek Genua die van de Republiek Venetië overwon, wordt door sommigen beschouwd als de slag waarin Marco Polo een gevangene van de Republiek Genua werd. Naar aanleiding van deze overwinning werd er binnen de stad ook een wijk en handelspost voor de maritieme Republiek Pisa opgericht.
De stad werd steeds vaker door de Mamelukken aangevallen en viel definitief in hun handen in 1347.
Door deze verovering werden Europese handelsroutes met het Oosten minder belangrijk en verloor de stad en haar haven aan belang.
Later werd het geregeerd door de Anatolische Bei van Ramadanids en in de 16e eeuw door het Ottomaanse rijk, sinds 1923 is de stad onderdeel van de Turkse republiek.